# فهرست کتابخانه‌های پی‌اچ‌پی
این فهرست شامل تمام کتابخانه‌های رسمی برای زبان برنامه‌نویسی پی‌اچ‌پی است.
- چارچوب دات‌نت
- وب‌سرور آپاچی
- BCMath
- Brotli
- Bzip2
- Calendars
- CCVS
- ClibPDF
- مدل شیء مؤلفه
- کرل (نرم‌افزار)
- DB++
- دی‌بی۲
- dBase
- DBM
- dbx
- DOM XML
- FileMaker Pro
- filePro
- GNU FriBidi
- FrontBase
- FTP
- GD Graphics Library
- Gettext
- GNU Multi-Precision Library
- Hyperwave
- iconv
- IMAP, POP3 and NNTP
- Informix
- Ingres II
- InterBase
- IRC
- LDAP
- Lotus Notes
- mailparse
- MCAL
- Mcrypt
- MCVE
- Mhash
- MIME Functions
- Ming
- mnoGoSearch
- Mohawk
- MS-SQL
- mSQL
- muscat
- مای‌اس‌کیوال
- ان‌کرسز
- ODBC
- اپن‌اس‌اس‌ال
- پایگاه داده اوراکل
- Ovrimos SQL
- PayFlow Pro
- پی‌دی‌اف
- پی‌اچ‌پی
- فلکون (چارچوب نرم‌افزاری)
- پازیکس
- پستگرس‌کیوال
- چاپگر
- Pspell
- QT-Dom
- گنو گنو ریدلاین
- گنو Recode
- عبارت باقاعده
- نشان‌برs
- SESAM
- نشست (علوم رایانه) Handling
- حافظه مشترک
- قرارداد ساده نامه‌رسانی
- پروتکل آسان مدیریت شبکه
- SimpleXML
- سوکت دامنه یونیکسs
- اس‌کیوال لایت
- Streams
- Sybase
- تحلیل واژگانی
- vpopmail
- WDDX
- ویندوز ای‌پی‌آی
- xajax
- اکس‌ام‌ال (اکس‌پت)
- اکس‌ام‌ال-ارپی‌سی
- اکس‌اس‌ال‌تی
- YAZ
- Yellow pages / NIS
- زیپ (رایانه)
- Zlib
- Wjs